# Machaerium cuzcoense
Espèce
Statut de conservation UICN

 VU D2 : Vulnérable
Machaerium cuzcoense est une espèce de plantes à fleurs de la famille des Fabaceae.

## Publication originale
- Phytologia 25(6): 403. 1973.